# 日本劳动党
日本劳动党（日语：／），简称日劳、JLP。是日本的一个共产主义政党。该党成立于1974年1月，由共产主义者同盟马列主义派的活跃分子及一些日本社会党成员组成。该党的意识形态是共产主义、马克思列宁主义。该党的中央委員会議長是大隈鉄二。该党的机关报是《劳动新闻》。该党现有党員及党友约640人。

## 概述
成立于1974年1月。起初以毛主义作为指导思想，据说自1978年11月开始与中国共产党“确立关系”。但是，中国共产党在1998年1月与日本共产党的不破哲三的会晤中表示其与日本劳动党没有关系，今后也不会发生关系。
过去其候选人曾被提名为国政选举的候选人，在神奈川县和福冈县的都道府县知事选举中亦曾获得法定选票。然而，近年来，其一直没有正式的选举候选人，所有的地方议员都以“无党派”身份活动。截至2018在1月，其拥有议席的议员仅东京荒川区议会、杉并区议会各一人，神奈川县绫濑市议会一人，福冈县筑紫野市议会和京都町议会各一人。同年7月，荒川区议会的议员去世，至2019年1月其有议席的议员仅4人。当年4月举行的第19届地方统一选举中，在杉并区、京都町、筑紫野市的议员连任现任，在荒川区选举新人夺回席位，但在绫濑市失去席位。
另，三桥辰雄创立的绿之党是日劳的一个分支，其统一战线“争取独立、和平与民主的广泛国民联盟”推举了大田区议会议员野吕惠子（绿之党公认）。
2021年3月22日，其建党以来一直担任党中央主席的大隈鉄二因心力衰竭逝世，享年91岁。。